# 九帶鸚竺鯛
九帶鸚竺鯛，又稱九帶天竺鯛，為輻鰭魚綱鉤頭魚目天竺鯛科鸚竺鯛屬的一個種。

## 分布
本魚分布於印度太平洋區，包括印度、斯里蘭卡、中國、日本、越南、聖誕島、可可群島、澳洲、印尼、巴布亞紐幾內亞、帛琉、東加、菲律賓、索羅門群島、薩摩亞群島、密克羅尼西亞、庫克群島、斐濟、關島、吉里巴斯、馬紹爾群島等海域。

## 深度
水深1-4公尺。

## 特徵
本魚體延長而側扁，眼大，口大略下位。魚體呈淺灰色，體側具數條深色縱紋，從頭部向尾鰭呈放射狀延伸，各鰭呈桃紅色，被櫛鱗，尾鰭略凹，背鰭硬棘8枚;背鰭軟條9枚;臀鰭硬棘2枚;臀鰭軟條8-9枚，體長可達10公分。

## 生態
本魚棲息於礁石平台、潟湖，成小群活動，白天躲藏洞穴中，夜間出來覓食，屬肉食性，以小型甲殼類和小魚為食。繁殖期時，雄魚具有口孵習性，卵約7日化成仔魚，由雄魚吐出，具短暫的仔魚飄浮期。

## 經濟利用
不具任何經濟價值。